# 魏郡
魏郡（ぎ-ぐん）は、中国にかつて存在した郡。漢代から隋代にかけて、現在の河北省邯鄲市と河南省安陽市にまたがる地域に設置された。

## 概要
漢の高祖のとき、魏郡が立てられた。前漢の魏郡は冀州に属し、鄴・館陶・斥丘・沙・内黄・清淵・魏・繁陽・元城・梁期・黎陽・即裴・武始・邯会・陰安・平恩・邯溝・武安の18県を管轄した。王莽のとき、魏城郡と改称された。
後漢が建てられると、魏郡の称にもどされた。後漢の魏郡は鄴・繁陽・内黄・魏・元城・黎陽・陰安・館陶・清淵・平恩・沙・斥丘・武安・曲梁・梁期の15県を管轄した。213年（建安18年）、曹操が魏公となると、河東・河内・魏・趙・中山・常山・鉅鹿・安平・甘陵・平原の10郡を封とする魏国が立てられた。魏郡は東西2部に分けられて、都尉が置かれた。
晋のとき、魏郡は司州に属し、鄴・長楽・魏・斥丘・安陽・蕩陰・内黄・黎陽の8県を管轄した。
北魏の天興年間、魏郡は相州の属郡とされた。
東魏のとき、鄴に首都が置かれたことから、魏郡は魏尹と改められ、鄴・臨漳・繁陽・列人・昌楽・武安・臨水・魏・平邑・易陽・元城・斥章・貴郷の13県を管轄した。北斉の天保年間、魏尹は清都尹と改称された。
北周のとき、魏郡は再び相州に属した。
583年（開皇3年）、隋が郡制を廃すると、魏郡は廃止されて、相州に編入された。607年（大業3年）に州が廃止されて郡が置かれると、相州が魏郡と改称された。魏郡は安陽・鄴・臨漳・成安・霊泉・堯城・洹水・滏陽・臨水・林慮・臨淇の11県を管轄した。
618年（武徳元年）、唐により魏郡は相州と改められ、魏郡の呼称は姿を消した。